# カラコルム峠
カラコルム峠（カラコルムとうげ、ウイグル語: قاراقۇرۇم ئېغىزى; ヒンディー語: क़राक़रम दर्रा; 中国語: 喀喇昆仑山口）は、中華人民共和国・新疆ウイグル自治区（東トルキスタン）のタリム盆地とインドのカシミールの間にある峠で、標高は5,540メートルである。
ラダックのレーとタリム盆地のヤルカンドを結ぶ古代のキャラバンルートで最も標高が高い地点である。「カラコラム」はテュルク語で「黒い砂利」を意味する。